# Rahat
Rahat (hebr. רהט; arab. راهط) – miasto położone w Dystrykcie Południowym w Izraelu. Leży na pustyni Negew.
W mieście zamieszkuje największe skupisko Beduinów w Izraelu.

## Historia
Rahat zostało założone w 1972 r. jako nowe osiedla dla Beduinów. W 1994 r. otrzymało prawa miejskie.

## Demografia
Zgodnie z danymi Izraelskiego Centrum Danych Statystycznych w 2006 roku w mieście żyło 40,6 tys. mieszkańców, wszyscy Beduini.
Populacja miasta pod względem wieku:
| Wiek (w latach) | Procent populacji w % |
| --------------- | --------------------- |
| 0-4             | 20,4%                 |
| 5-9             | 18,9%                 |
| 10-14           | 14,8%                 |
| 15-19           | 10,6%                 |
| 20-29           | 14,8%                 |
| 30-44           | 13,2%                 |
| 45-59           | 4,8%                  |
| ponad 60        | 2,5%                  |

Źródło danych: Central Bureau of Statistics.

## Transport
Na południe od miasteczka przebiega droga ekspresowa nr 31  (Eszel ha-Nasi – Newe Zohar), a na wschód droga ekspresowa nr 40  (Kefar Sawa – Ketura).